# Mario Cagliani
Mario Cagliani (fl. XX secolo) è stato un calciatore italiano di ruolo centrocampista.

## Carriera
Fu dal 1908 al 1911 calciatore dell'US Milanese. Nella stagione 1908 Cagliani con i bianconeri ottenne il secondo posto nel Girone Finale, alle spalle dei campioni della Pro Vercelli. Identico piazzamento fu raggiunto anche la stagione seguente, sempre alle spalle dei vercellesi.